# Amata quercus
Amata quercus là một loài bướm đêm thuộc phân họ Arctiinae, họ Erebidae.